# ۴۴۱ (پیش از میلاد)
۴۴۱ (پیش از میلاد) ۴۴۱مین سال قبل از تقویم میلادی است.